# Morin-Heights
Morin-Heights är en kommun i provinsen Québec i Kanada. Den ligger i regionen Laurentides, i den sydöstra delen av landet, 120 km öster om huvudstaden Ottawa.
Kommunen är officiellt tvåspråkig (franska och engelska), med 78 % fransktalande och 21 % engelsktalande (modersmålstalare) vid folkräkningen 2021.